# Biblisches Haus
Das Biblische Haus (Neißstraße 29) ist ein Bürgerhaus in der Görlitzer Altstadt. Seinen Beinamen erhielt das Haus auf Grund seiner Reliefs an der Fassade im ersten und zweiten Obergeschoss. Sie zeigen Szenen aus dem Alten und Neuen Testament. Es befindet sich auf der Neißstraße, der Verbindung zwischen Untermarkt und der Altstadtbrücke über die Lausitzer Neiße und zählt neben dem Schönhof zu den bekanntesten Renaissancebauwerken der Stadt. In seinem westlichen Nachbarhaus – dem barocken Eckhaus Neißstraße 30 – befindet sich das Kulturhistorische Museum Görlitz.

## Geschichte

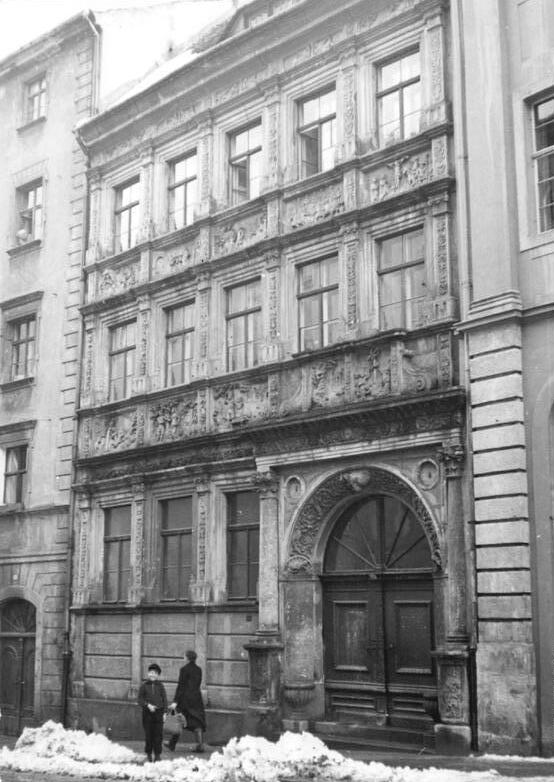
Der Renaissancebau im Jahr 1952

Im Jahr 1570 – während der Phase der Hochrenaissance – erwarb der Weimarer Waidhändler Hans Heinze das Bürgerhaus Neißstraße 29 und ließ es sich neu aufbauen. Der Vorgängerbau wurde wie die sämtlichen anderen Bauwerke an der Neißstraße und am südlichen Untermarkt bei einem Stadtbrand im Jahr 1525 zerstört. Das Bürgerhaus hatte einst auch einen steinernen Renaissancegiebel, der jedoch 1726 einem Stadtbrand zum Opfer fiel.
Der Fassadenschmuck des Hauses wurde vom Bildhauer Hans Kramer d. J. gestaltet. In dem Gesimsband oberhalb des Erdgeschosses ist folgendes zu lesen: „GOTT IST MEIN HELFFER ERLOSSER UND THRESTER AUF DEN VORLASSE ICH MICH ALLEINE 1570“ (Gott ist mein Helfer, Erlöser und Tröster, auf den verlasse ich mich alleine). Über dem Türbogen steht geschrieben: „GOT PEWARE DEINEN EINGANG UND AUSGANG ZU EWIGEN ZEIDEN“ (Gott bewahre deinen Ein- und Ausgang zu ewigen Zeiten).
Im Inneren eröffnet sich ein hoher, aber enger Lichthof, wie er typisch für Görlitzer Hallenhäuser ist. Im ersten Obergeschoss befindet sich ein Renaissancesaal mit einer Holzbalkendecke. Die Deckenbalken liegen dicht zueinander und sind mit Akanthusranken und unregelmäßig eingestreuten Tierdarstellungen verziert.
In den Jahren zwischen 2000 und 2004 wurde das Haus durch die Wüstenrot Stiftung und die Stadt Görlitz grundlegend saniert.

## Reliefs
Die Reliefs zwischen Erd- und erstem Obergeschoss sowie erstem und zweitem Obergeschoss zeigen Darstellungen aus dem Alten und Neuen Testament. Darunter befinden sich im oberen Reliefband: Marias Verkündigung, Geburt Jesu, Jesu Taufe, das heilige Abendmahl und Jesu Kreuzigung. Das untere Reliefband zeigt die Erschaffung Evas, Sündenfall, Isaaks Opferung, Moses Gesetzgebung und Moses Schlangenerhöhung. Unterhalb der Dachtraufe befinden sich ebenfalls fünf schmalere Reliefs, deren Deutung jedoch nicht gesichert ist.

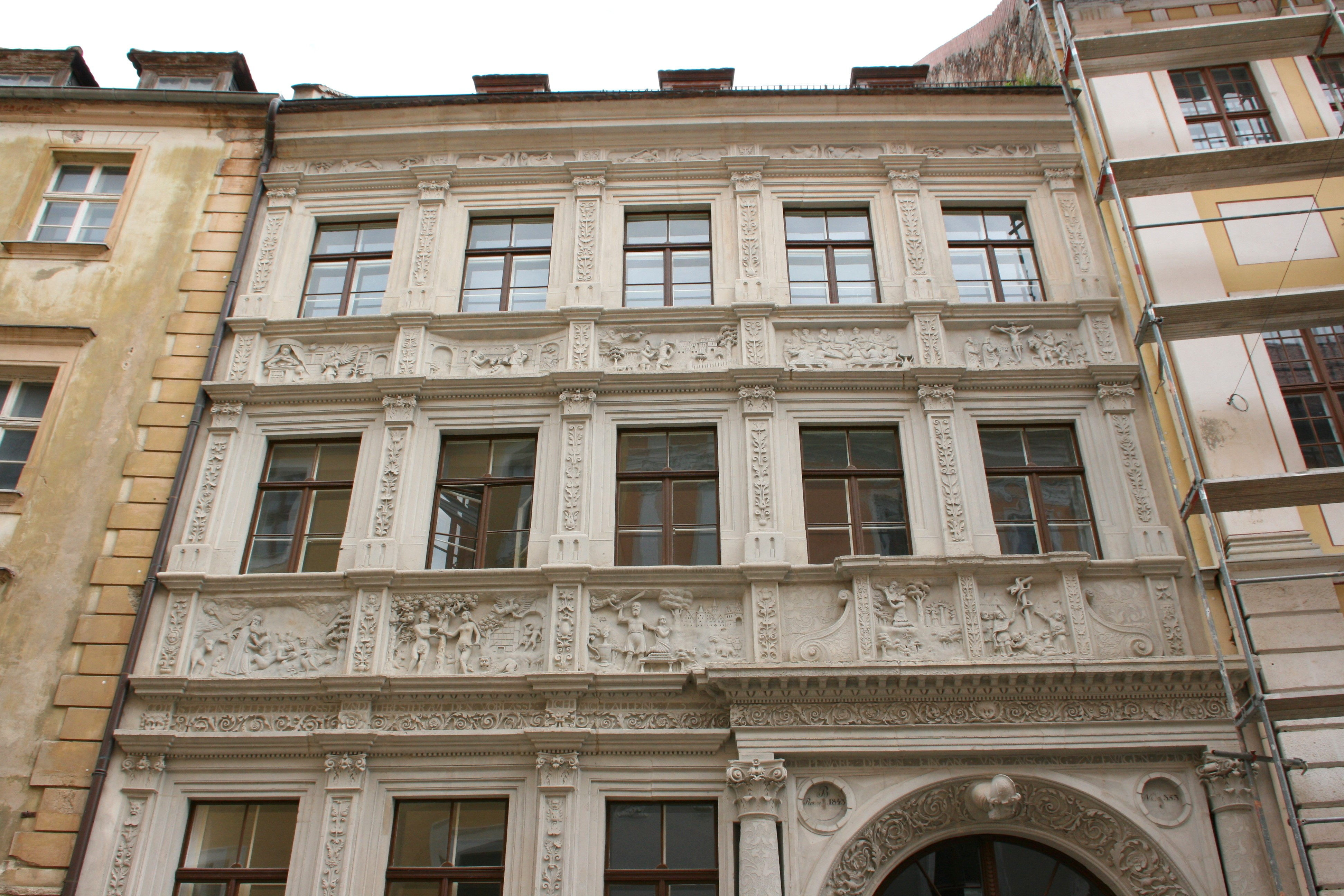
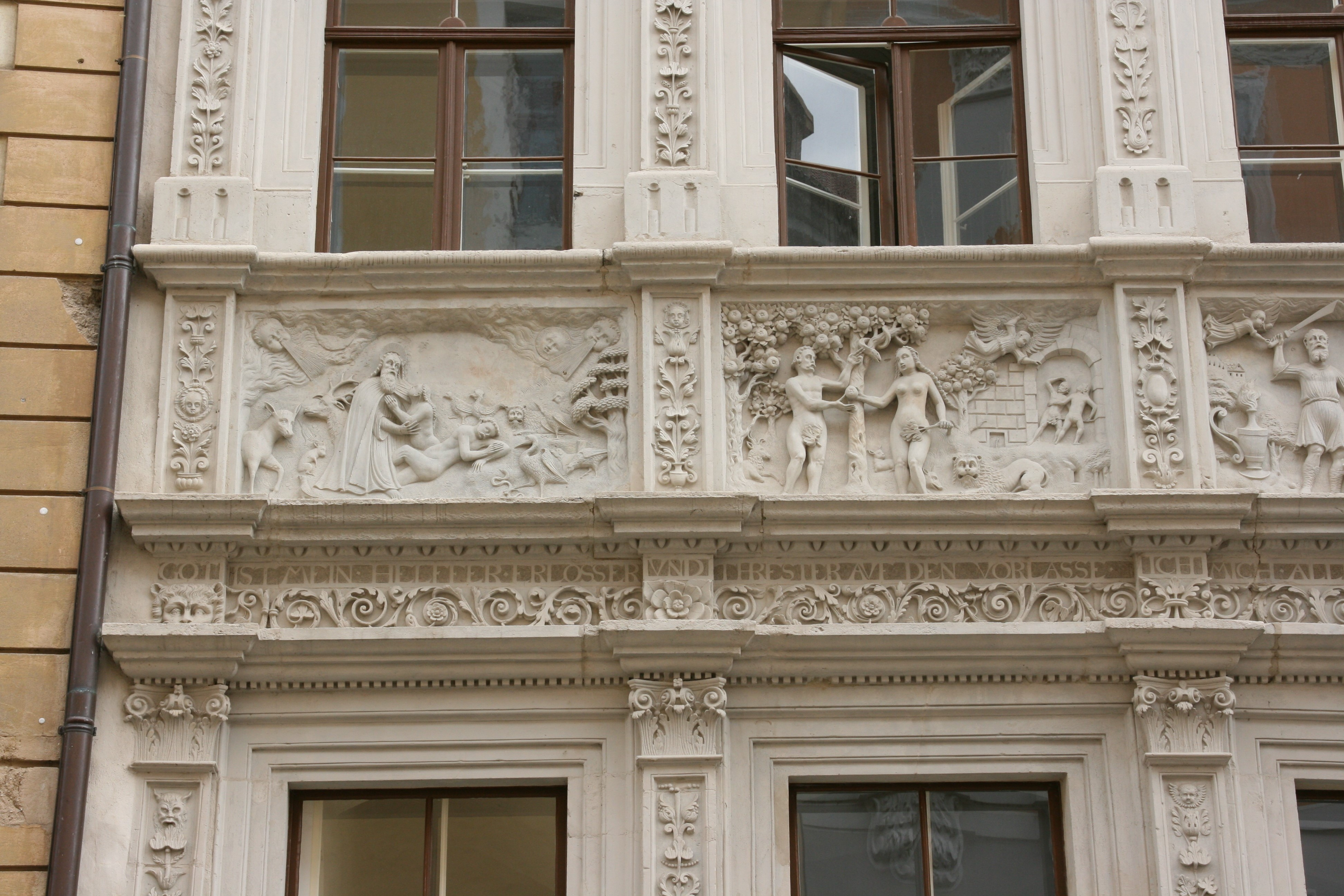
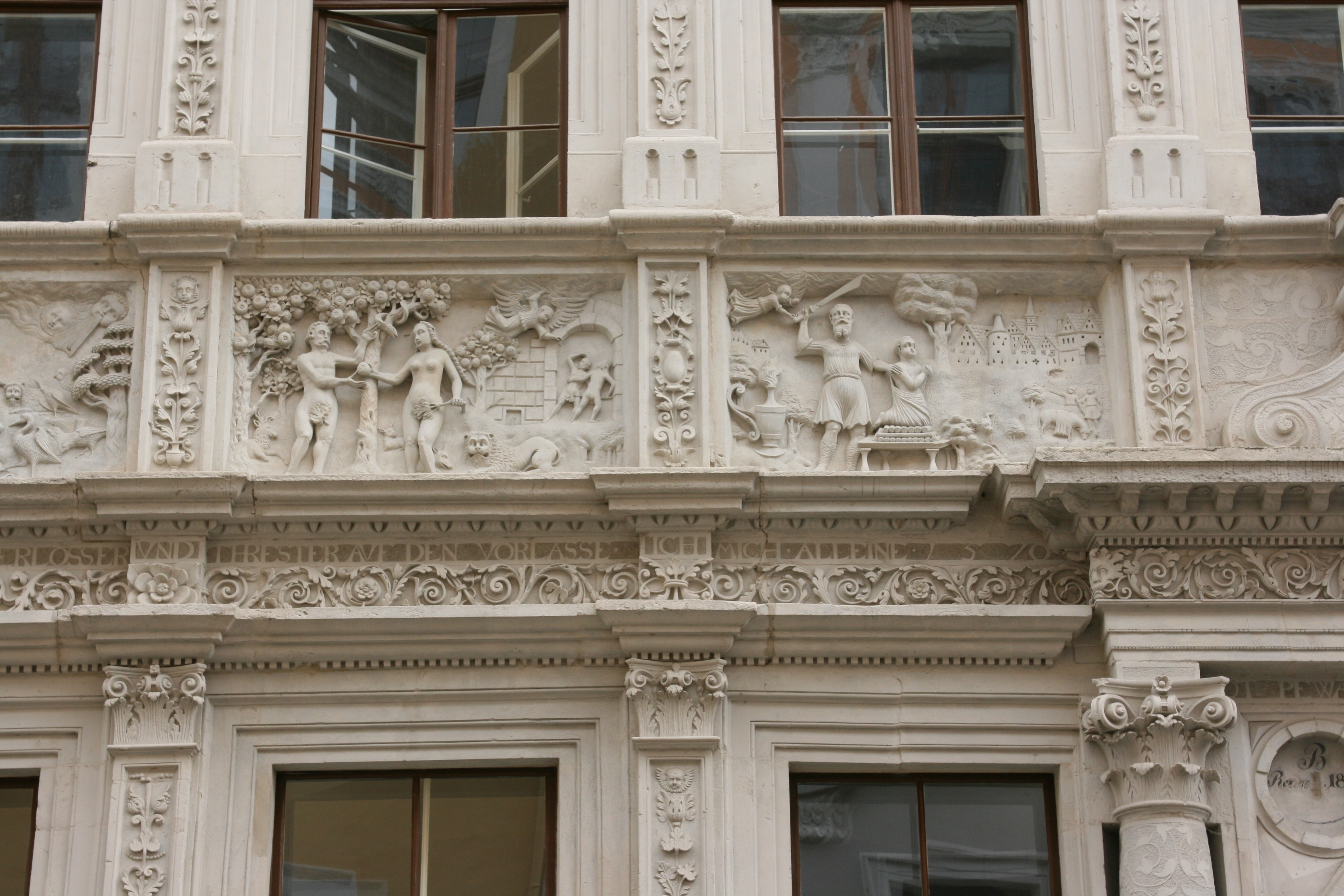
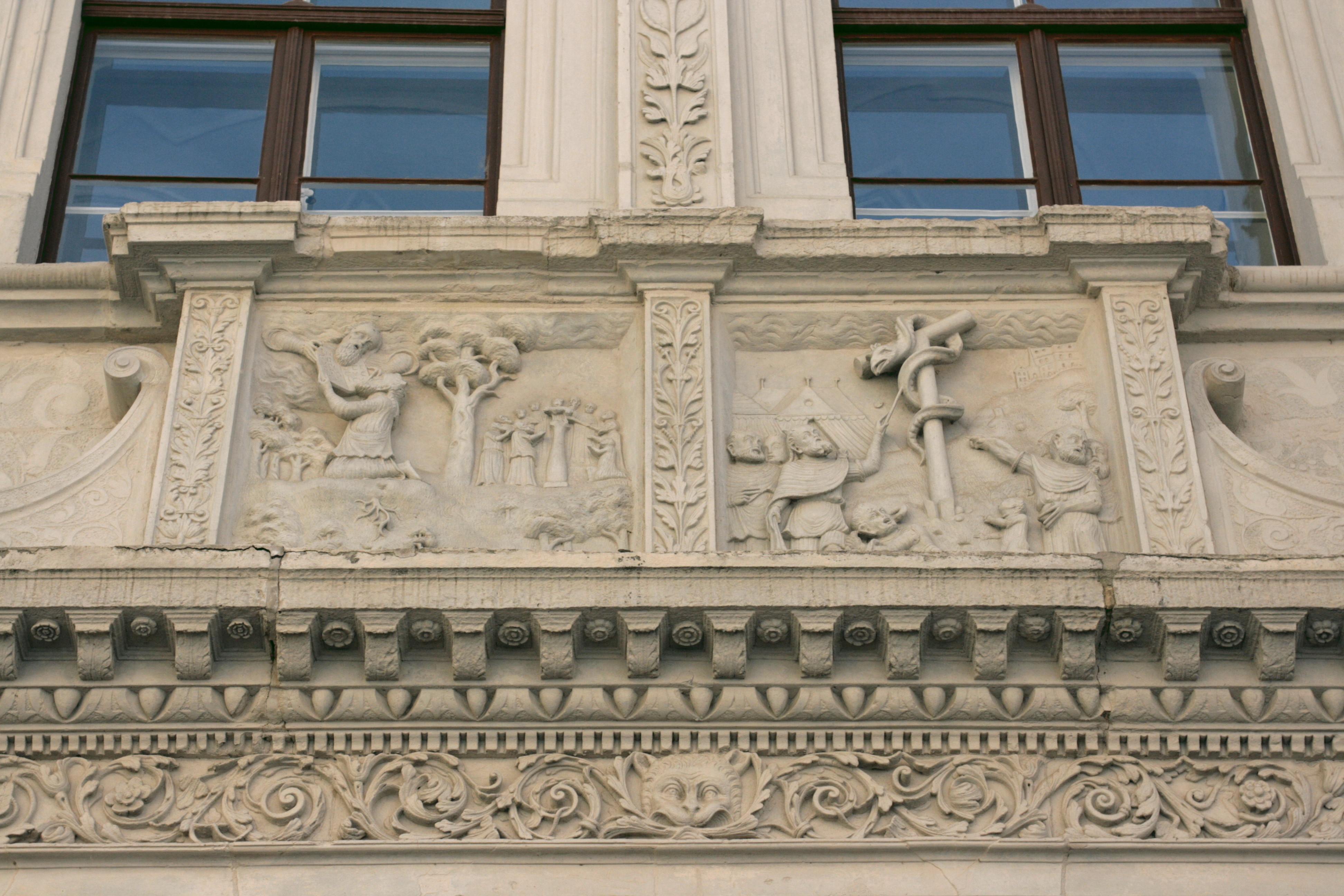

## Portal

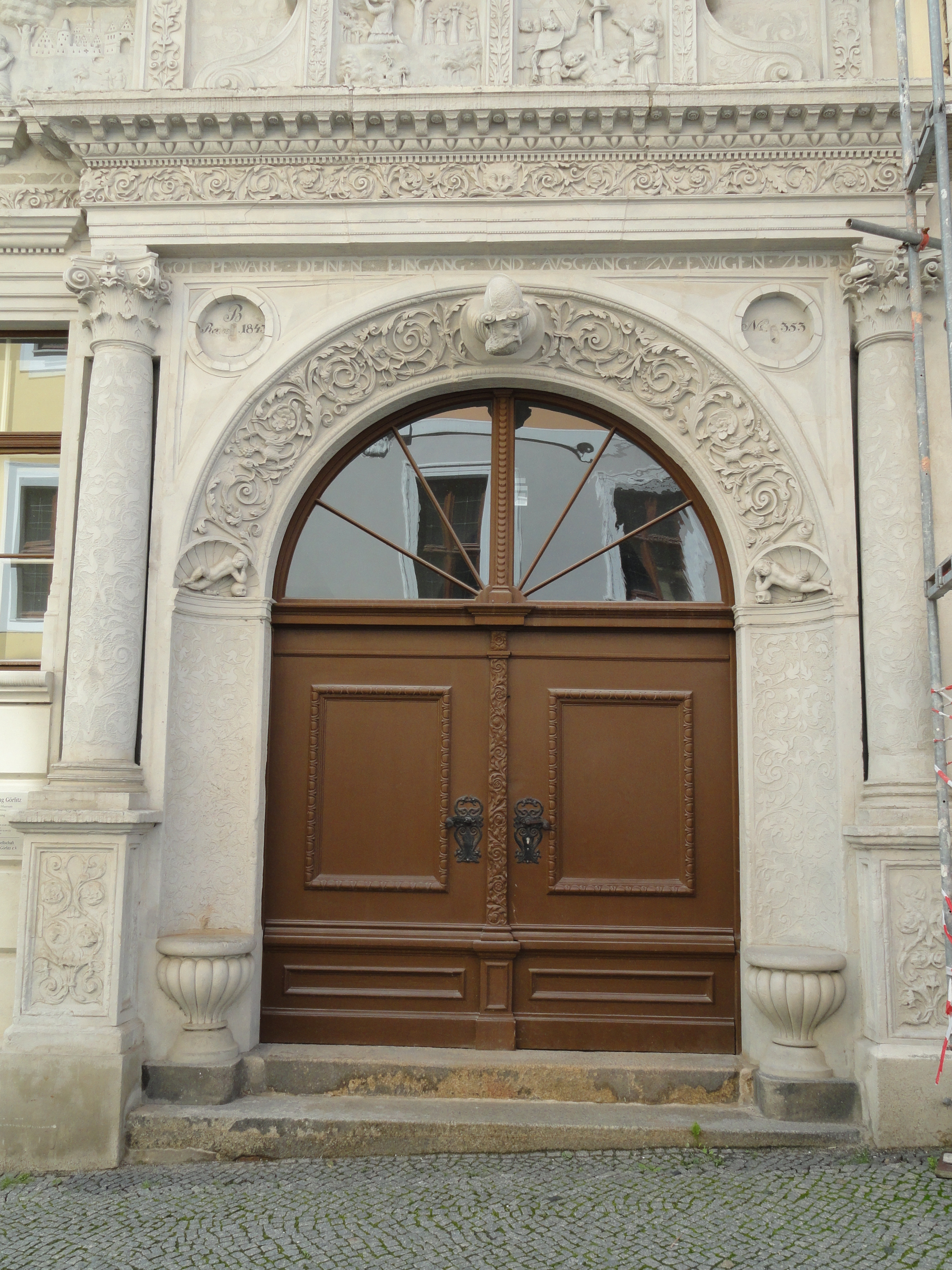
Das Portal

Eine Besonderheit stellt im Vergleich zu anderen Görlitzer Torbögen auch das Portal des Biblischen Hauses dar. Zahlreiche Portale Görlitzer Bürgerhäuser sind mit quadratisch eingefassten Blüten verziert. Das Sitznischenportal trägt ein durchgängiges Akanthusmotiv und einen Gaffkopf an der Stelle des Schlusssteins. Ein Gaffkopf in ähnlicher Form wurde bereits 14 Jahre früher am Portal des Rathauses (Untermarkt 8) eingefügt. Flankiert wird das Portal beidseitig von vorstehenden Säulen mit Kompositkapitellen. Die Sockel, auf denen die Säulen ruhen, sind mit flachen Arabeskenreliefs überzogen.